# Etheostoma jimmycarter
Etheostoma jimmycarter è un piccolo pesce d'acqua dolce appartenente alla famiglia Percidae.

## Distribuzione e habitat
Questa specie è diffusa in America del Nord, nelle acque del bacino idrografico del fiume Mississippi.

## Sistematica ed etimologia
Dopo attenti studi iniziati sulle differenze delle livree maschili nel periodo riproduttivo, due ittiologi americani (Steve Layman e Rick Maydan) hanno riconosciuto come specie a sé stanti 5 sottospecie di Etheostoma stigmaeum, descrivendole nel Bulletin of the Alabama Museum of Natural History (2012) e battezzandole con i nomi di presidenti e vicepresidenti degli USA che si sono distinti per le loro politiche di conservazione delle specie animali:
- Etheostoma clinton
- Etheostoma gore
- Etheostoma jimmycarter
- Etheostoma obama
- Etheostoma teddyroosevelt